# Juan Dantín
Juan Dantín Cereceda (Madrid, 25 de diciembre de 1881-Madrid, 23 de octubre de 1943) fue un geógrafo español. Es considerado el introductor en España de la escuela de la geografía regional y uno de los renovadores de la ciencia geográfica española, por sus estudios sobre la península ibérica. 

## Biografía
Nacido el 25 de diciembre de 1881 en Madrid, en 1900 concluyó con sobresaliente sus estudios de Bachillerato en el instituto Cardenal Cisneros de la capital de España. En 1904, consiguió con premio extraordinario la licenciatura en Ciencias Naturales en la Universidad Central de Madrid, donde alcanzó, también con premio extraordinario, el grado de doctor con una tesis sobre el relieve de la península ibérica. En 1909 ganó por oposición la cátedra de Agricultura en el instituto de Baeza y se trasladó al año siguiente a Albacete. De allí pasó en 1912 al instituto de Guadalajara, como profesor de agricultura y donde ocupó la secretaría del centro en el curso 1917-1918. A partir de 1919 colaboró con el claustro del nuevo Instituto-Escuela de Madrid, que nacía con el objetivo de aplicar a la enseñanza oficial los principios de la Institución Libre de Enseñanza. En 1922 fue trasladado al instituto San Isidro de Madrid, donde ocupó la cátedra de Agricultura, en la que permaneció durante el resto de su actividad docente.
Ya más estrictamente en el campo de la geografía, Dantín impartió clases en la Universidad Central de Madrid entre 1904 y 1907 y desde 1911 fue profesor ayudante en el Laboratorio de Geología del Museo de Ciencias Naturales de Madrid, donde colaboró estrechamente con Eduardo Hernández Pacheco. En mayo de 1909 solicitó a la Junta para Ampliación de Estudios e Investigaciones Científicas una beca para profundizar sus conocimientos sobre las algas en la ciudad francesa de Boulogne-sur-Mer. Aunque no le fue concedida, insistió al año siguiente solicitando en esta ocasión ser pensionado en el Instituto Nacional Agronómico de París y, al serle rechazada de nuevo su solicitud, volvió a reiterar en 1912 su petición para seguir el curso de Geología del suelo en la Universidad de la Sorbona. Finalmente, en 1913 fue pensionado para estudiar Geografía Física y Geología en la Sorbona de París y en la Universidad de Estrasburgo, entonces bajo dominio alemán, con el profesor Karl Sapper. Como resultado de su estancia en París publicó su trabajo Evolución y concepto actual de la Geografía moderna, antes de reincorporarse a su destino en Guadalajara en junio de 1914.
Colaboró con Eduardo Hernández Pacheco en el estudio de la distribución geográfica de las rocas de la península con el objetivo de definir sus regiones naturales, trabajo recogido en su Resumen fisiográfico de la Península Ibérica publicado en 1912 (y reeditado treinta y seis años después por el Consejo Superior de Investigaciones Científicas).
Asimismo, fue autor de: Agricultura elemental española, que conoció varias ediciones, Catálogo metódico de las plantas cultivadas en España, Cómo se enseña la geografía o Ensayo acerca de las regiones naturales de España. Colaboró con la Editorial Calpe, que en su prestigiosa colección Libros de la Naturaleza publicó sus trabajos La vida de la Tierra, La historia de la Tierra y Las plantas cultivadas. Entre sus trabajos de campo específicos puede citarse Dry-Farming ibérico: Cultivo de las tierras de secano en las comarcas áridas de España, publicado en 1916 en Guadalajara, y en el que se recogen numerosos datos sobre las tierras alcarreñas. 
Tras la guerra civil española, mantuvo su plaza de catedrático en el San Isidro y, junto a Hernández Pacheco, colaboró con el Consejo Superior de Investigaciones Científicas. Falleció el 23 de octubre de 1943 en Madrid.